# Bruville
Bruville är en kommun i departementet Meurthe-et-Moselle i regionen Grand Est (tidigare regionen Lorraine) i nordöstra Frankrike. Kommunen ligger i kantonen Conflans-en-Jarnisy som tillhör arrondissementet Briey. År 2022 hade Bruville 218 invånare.

## Befolkningsutveckling
Antalet invånare i kommunen Bruville
| Referens: INSEE |